# Le Vezon
Pour les articles homonymes, voir Vezon.
Le Vezon est un voilier dériveur à coque en acier riveté galvanisé de 4,70 m de longueur, construit en 1887 par le chantier naval Blasse situé à Chantenay-sur-Loire. D'abord gréé en houari nantais de 30 m2 pour son premier propriétaire Rogatien Levesque, il est modifié et sa voilure est réduite à 20 m2 par Baptiste Aubin qui en fait l'acquisition en 1936.
Le Vezon fait l’objet d’un classement au titre objet des monuments historiques depuis le 29 mai 1997.

## Historique
Le Vezon est un dériveur dessiné et construit en 1887 par le chantier naval Blasse de Chantenay-sur-Loire pour Rogatien Levesque, fils d'armateur et régatier, à cette époque maire de La Chapelle-sur-Erdre. Sa coque de 4,70 m présente la particularité d'être réalisée en acier riveté à chaud, comme la tour Eiffel dont la construction est lancée la même année. Son gréement est de type houari nantais, dont la voilure de plus de 30 m2 est établie sur de longs bout-dehors, cornes et bômes, typiques des petits voiliers de régate de l'époque en France, comme le monotype Morbihan ou les clippers d'Argenteuil qui ont évolué en 30 m2 du Cercle de la voile de Paris en 1890. 
Mais en 1887 les jauges de course françaises ne prennent en compte que le volume de la coque, ce qui favorise les performances en régate des dessins de petits voiliers munis de voilures importantes. Les caractéristiques de la version originale du voilier Le Vezon en témoignent.
En 1936, Baptiste Aubin, patron fondateur des chantiers Aubin, pont de la Tortière à Nantes, rachète Le Vezon à Hubert Levesque pour en faire un voilier de promenade familiale. Il en modifie le gréement, le dotant d'un mât plus court dont l'emplanture est déplacée à un mètre de l'étrave, réduisant le pic et le bout-dehors, ramenant ainsi la surface de voile à 20 m2. Baptiste Aubin modifie également la dérive qui passe de 20 à 35 kg, et ponte la coque latéralement, à l'avant et à l'arrière. Le voilier remonte mieux au vent et devient plus sûr.

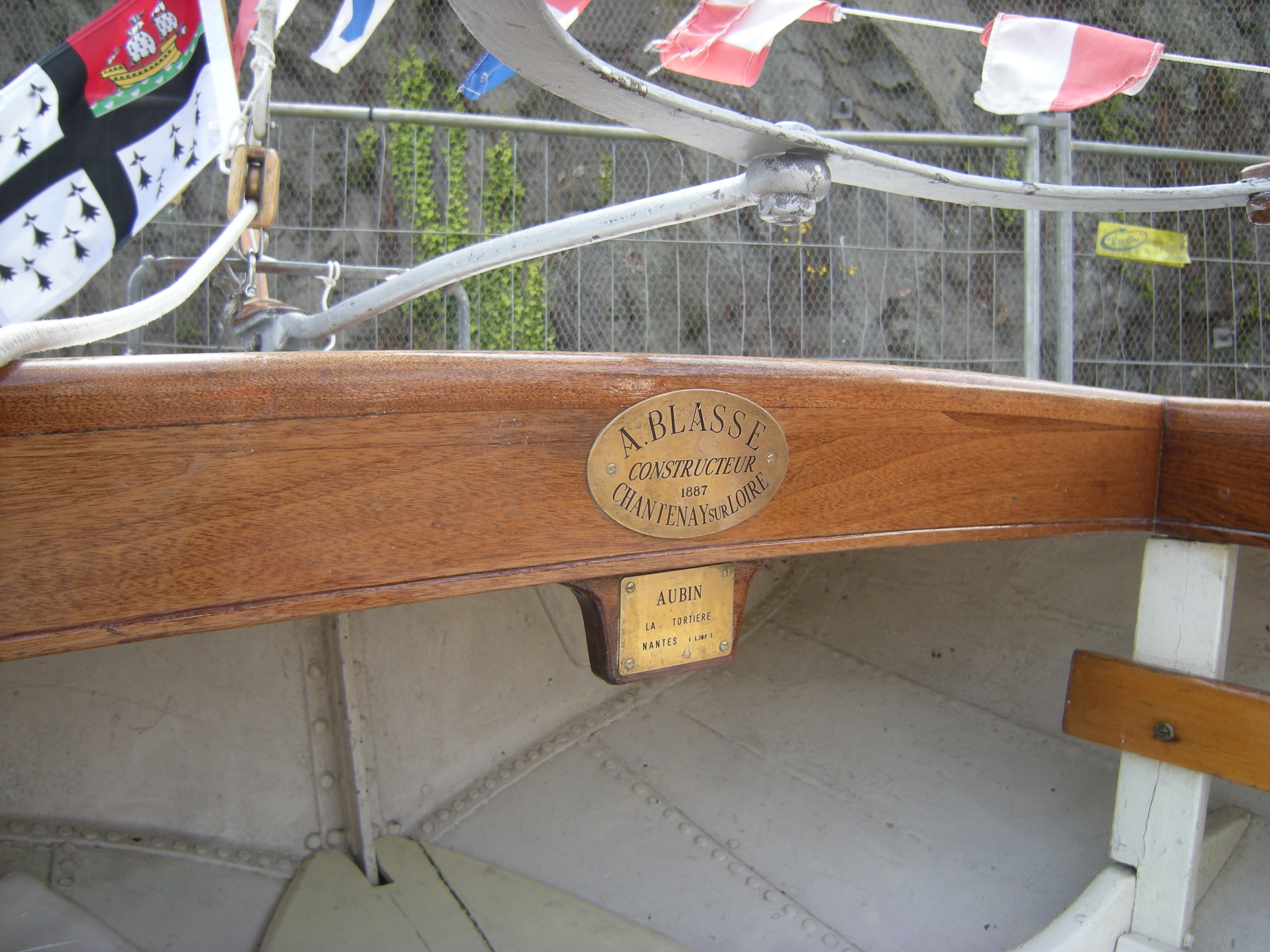
Plaques constructeur Blasse et Aubin, têtes de rivets visibles à l'intérieur de la coque
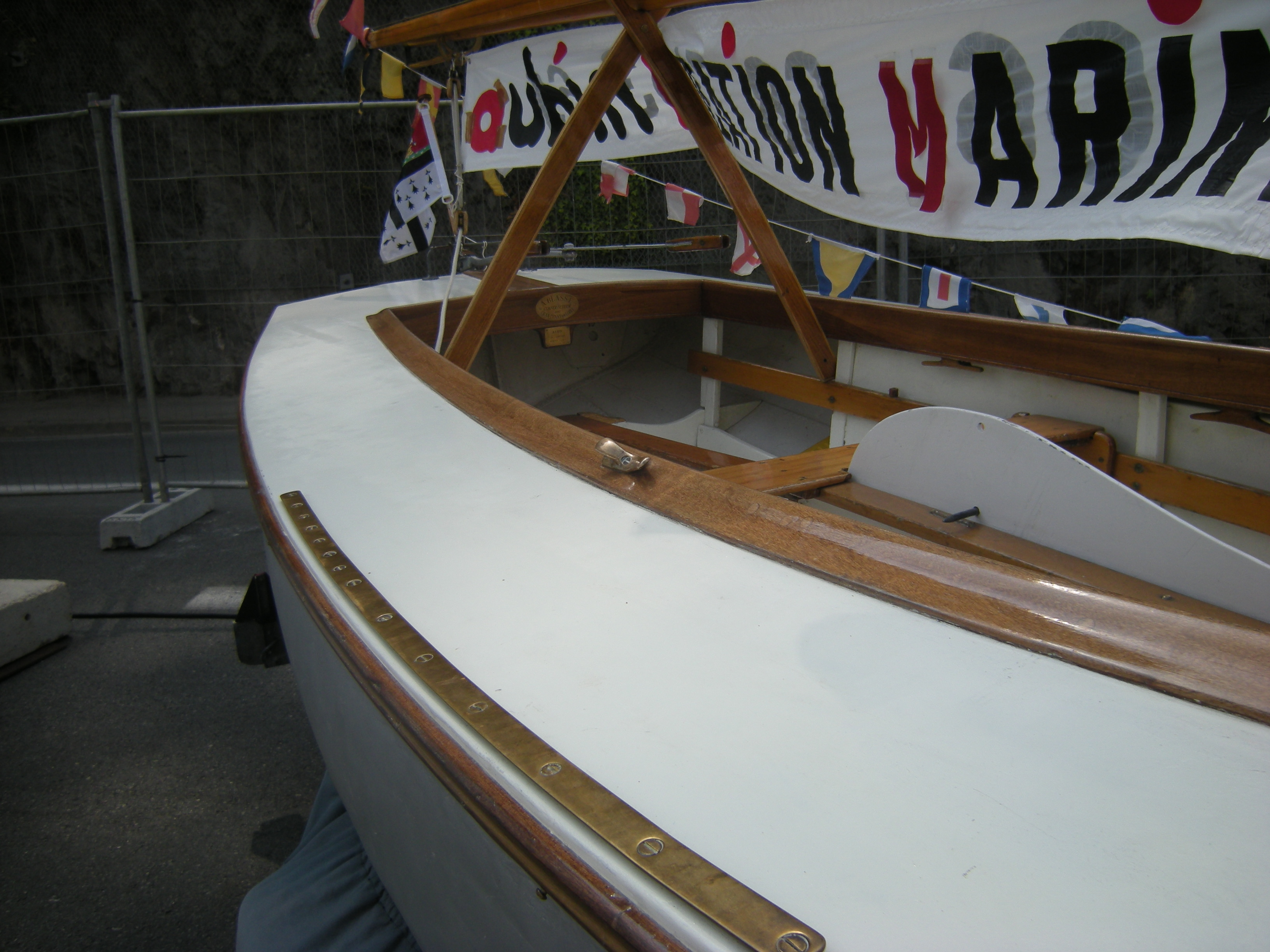
Pontage et dérive modifiés par Baptiste Aubin en 1936
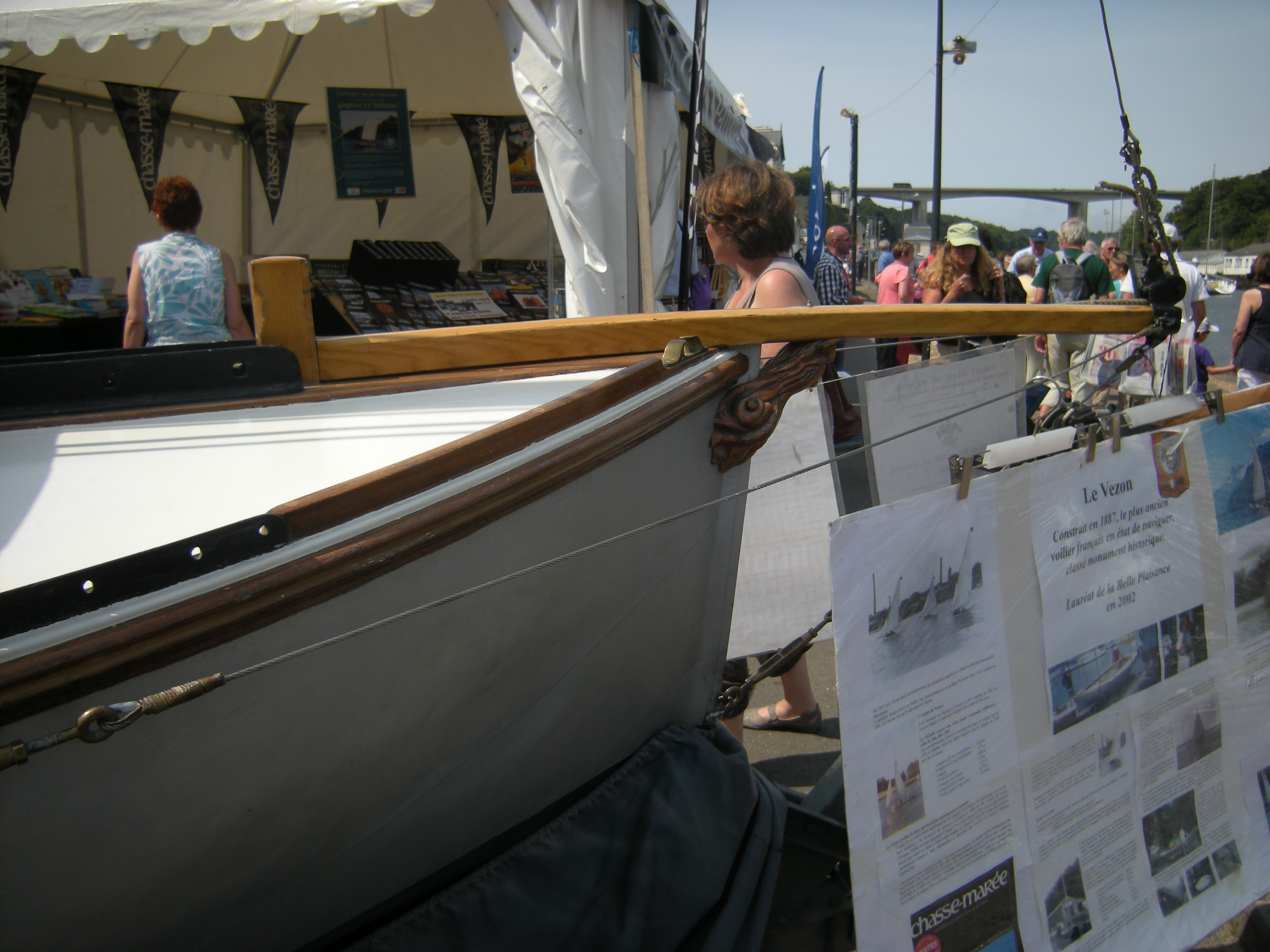
Bout-dehors court et figure de proue de 1936

C'est cette version de 1936 du Vezon qui fait l'objet d'un classement aux Monuments historiques en 1997.
En 1998 Daniel Charles a été chargé par le Patrimoine régional des Pays de la Loire d'une étude sur les houaris français et nantais dans l'optique d'une éventuelle reconstitution du Vezon avec son gréement d'origine.

## Caractéristiques et jauges

### Coque
Le Vezon est un dériveur dont la coque fait 4,70 m de long pour 1,80 m au maître-bau. Construite en tôles d'acier de 3 mm d'épaisseur, sans doute en fer puddlé en 1897, sa coque dispose de six caissons étanches de 70 l. Il est muni d'une dérive centrale pivotante et d'un safran accroché au tableau arrière, tous deux également en tôle. L'ensemble des pièces en tôle a été riveté à chaud puis galvanisé. La coque d'origine n'est que faiblement pontée, principalement par d'étroits plat-bords, la version remaniée par Baptiste Aubin et restaurée par son fils Paul Aubin étant plus largement pontée, en bois. 

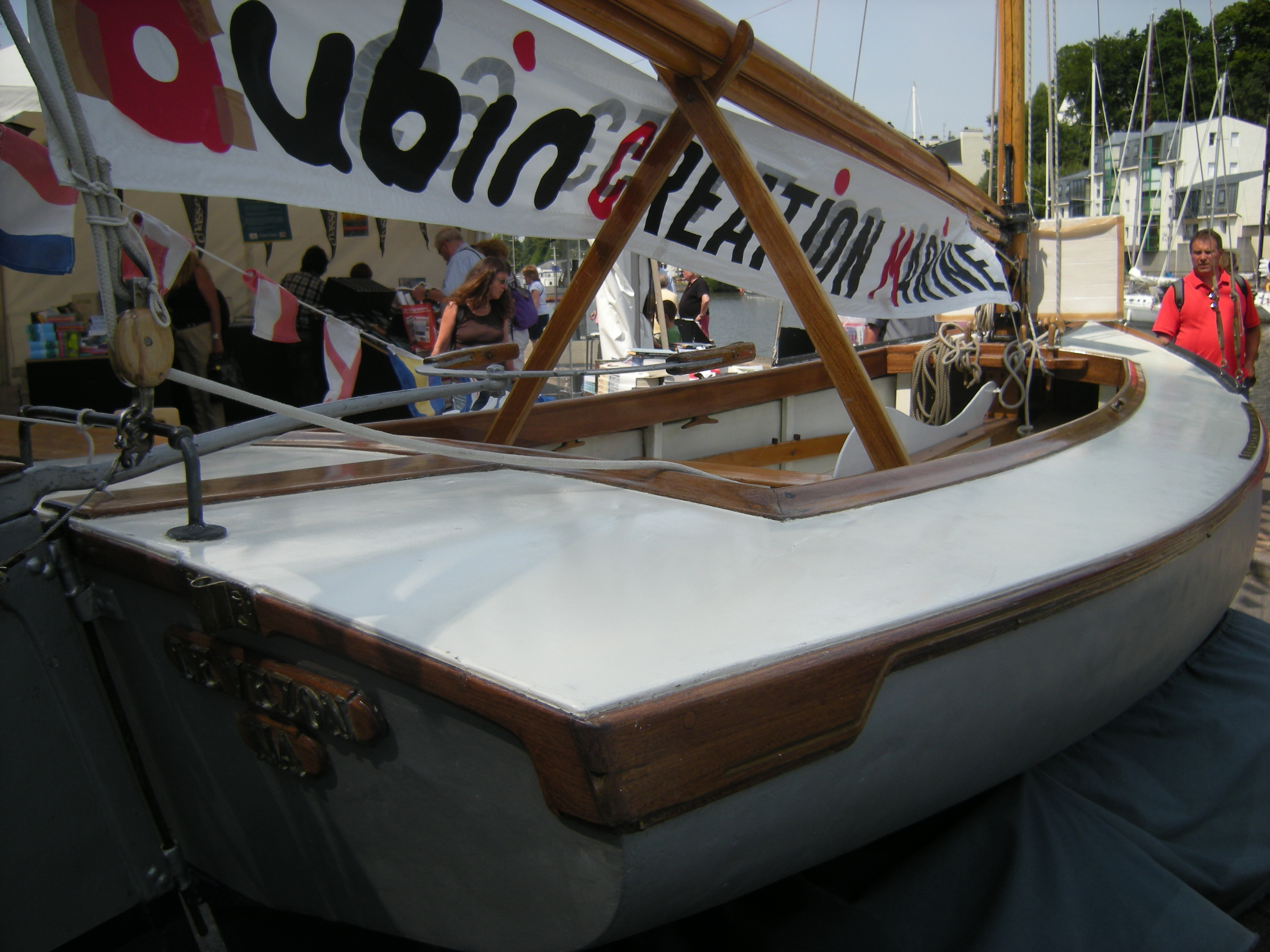
Pontage et dérive

La dérive d'origine pèse 20 kg, elle est passée à 30 kg par B. Aubin. Aucun document ne mentionne le tirant d'eau dérive basse. Il est possible que son nouveau dessin ait permis de l'augmenter, en changeant la position de l'axe de rotation et la forme de la dérive, mais B. Aubin n'a probablement pas modifié la longueur de la fente de passage dans la quille de la coque en acier. 
Les autres dimensions de la coque indiquées sur les feuilles de calculs de jauge donnent les franc-bords : franc-bord avant 0,52 m, franc-bord arrière 0,50 m, franc-bord au maître-couple 0,34 m. 
L'étrave très légèrement inclinée rejoint la quille qui se prolonge de façon rectiligne jusqu'au tableau arrière, lui aussi légèrement incliné, par un brion arrondi. Le déplacement n'est précisé dans aucun document, ce qui est assez logique du fait qu'en France les jauges de course de l'époque ne prenaient en compte que le volume de la coque exprimé en tonneau de jauge et qu'on ne pesait pas les bateaux.

### Gréement
Le gréement est de type sloop à grand-voile houari. De longs espars, bout-dehors, vergue et bôme sont typiques des petits voiliers de l'époque, comme les houaris nantais. Il dispose, comme le précise son certificat de jauge d'une grand-voile, d'un foc et d'un spinnaker (voir les photos des feuilles de calcul du certificat de jauge de 1902). Les dimensions de certains espars sont mentionnées sur ces documents : longueur de la bôme 5,25 m, longueur de la vergue 6,38 m. Ces dimensions ont été réduites par Baptiste Aubin qui ramène la voilure d'environ 30 m2 à 20 m2.

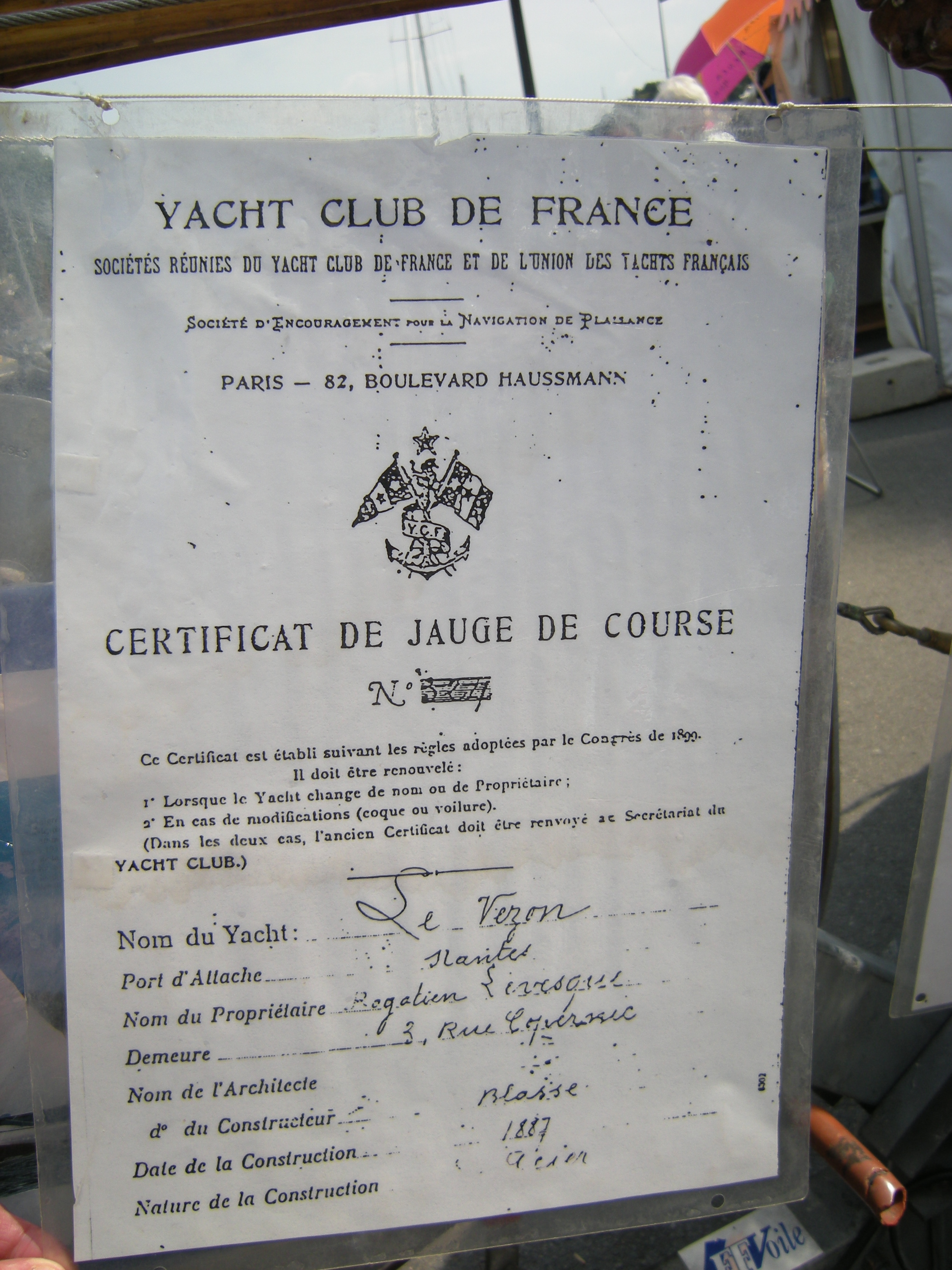
Certificat de jauge pour Le Vezon, délivré en 1902 par le Yacht Club de France
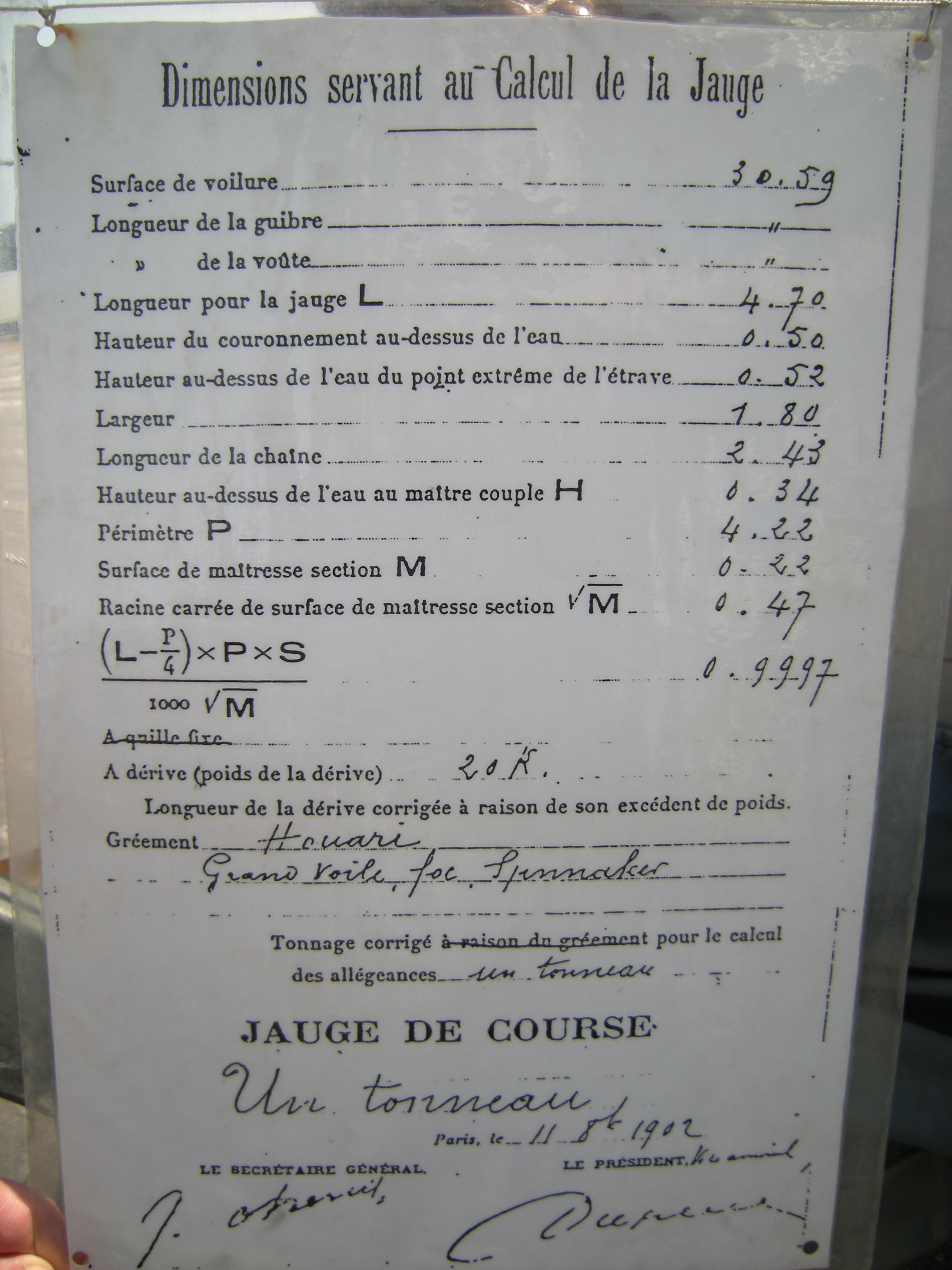
Dimensions servant au calcul de la jauge du Vezon (formule Méran)
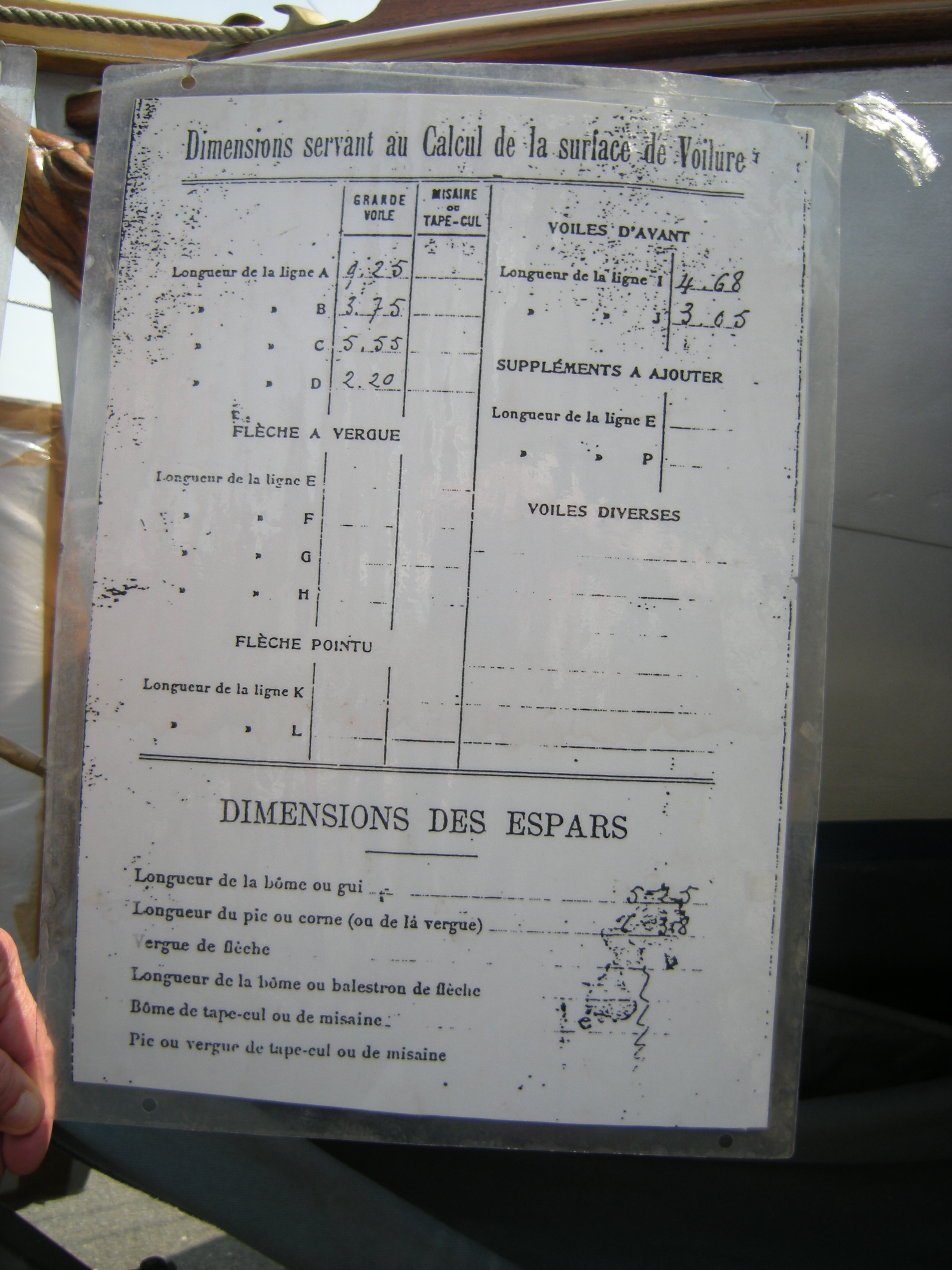
Dimensions A, B, C, D, I, J, servant au calcul de la surface de voilure du Vezon

### Jauges

Mesures pour le calcul de la surface de voilure selon la jauge française de 1899, formule Méran, jaugeage de 1902

En 1887, Le Vezon de Rogatien Levesque est construit au chantier naval Blasse suivant la jauge de course en vigueur à l'époque, la jauge française de 1886 du Yacht Club de France, formule Caillebotte :
{\displaystyle T={\frac {({\frac {P}{4}})^{2}\cdot (L-{\frac {B}{2}})}{2}}}.
Pour un périmètre P (en fait le demi-périmètre dans ce cas) mesurant la longueur de la chaîne tendue autour de la coque au maître-bau de bord à bord ajoutée à la largeur maximale B, une longueur pour la jauge L, normalement la longueur de flottaison, la formule donne un résultat d'environ T = 0,52 t, en tonneau de jauge de course. 
En 1892, la jauge française évolue en jauge Godinet, qui est la première jauge française à tenir compte de la voilure :
{\displaystyle T={\frac {(L-{\frac {P}{4}})\cdot P\cdot {\sqrt {S}}}{130}}}.
Aux mêmes éléments de calculs s'ajoute donc S, la surface de la voilure suivant la jauge. Le périmètre n'étant plus un demi-périmètre mais sa mesure totale, Le Vezon, a sans doute été jaugé à environ 0,65 t en 1892.
Ces deux calculs des jauges précédentes sont effectués suivant les mesures portées sur les feuilles de calculs de son certificat de jauge de 1902, jaugeage effectué selon la formule Méran de 1899 :
{\displaystyle T={\frac {(L-{\frac {P}{4}})\cdot P\cdot S}{1\ 000\cdot {\sqrt {M}}}}}.
La formule Méran comprend un nouvel élément de calcul de jauge, la surface M du maître-couple immergé dont la racine carrée est mise en diviseur. Le jaugeur, avec sa méthode d'arrondi à deux chiffres décimaux significatifs, trouve 0,999 7 t, pour bien montrer que Le Vezon peut régater dans la catégorie des un-tonneau. La méthode de mesure de M n'est pas explicitée dans ces documents de calculs de jauge de 1902, mais  M = 0,22 m2 correspond à une chaîne tendue de façon rectiligne depuis une quille au tirant-d'eau de 0,24 m sur une largeur de 1,80 m. 
Il est en outre possible de reconstituer le plan de voilure du bateau dont la surface de voile est calculée par :
{\displaystyle S={\frac {(A\cdot B)+(C\cdot D)+(I\cdot J)}{2}}}
et par la longueur des espars. La formule donne bien S = 30,59 m2 (si l'on n'emploie pas une calculette). Les photos d'époque du Vezon correspondent bien à ce plan de voilure, un doute subsistant sur la position longitudinale de l'emplanture du mât. 
On retrouve cette façon de mesurer la voilure dans la jauge internationale de 1906.
Après 1902 Le Vezon n'a sans doute pas été rejaugé, du fait que les dériveurs n'étaient pas admis par la jauge internationale appliquée en France en 1908.

## Magazines
- François Puget, « Les Voiliers de régate en fer », Chasse-marée no 148, 2001, pp. 40-49